# 刘大夏
劉大夏（1436年—1516年），字時雍，號東山，自號東山居士，湖廣華容縣（今屬湖南）人。明朝政治人物，天順己卯湖廣解元，甲申進士。弘治年間，官至兵部尚書。

## 生平
天順三年（1459年），劉大夏中式湖廣鄉試第一名舉人（解元）。天順八年（1464年）成進士，選為翰林院庶吉士。憲宗成化初年館試，大夏本可留任翰林官，但他自請改部職，被任命為职方司主事，陞兵部車駕司郎中。
成化十九年（1483），升福建右參政，有政績。孝宗弘治二年（1489年），擔任過廣東布政使。弘治三年（1490年）十月，廣西田州泗城土官岑猛反叛，刘大夏前往平息。弘治十五年（1502年）官至兵部尚書。正德元年（1506年）三月，上疏請求歸隱。
正德三年，九月，以岑猛事，入北鎮撫獄，劉瑾欲置之死地。幸賴左都御史屠滽和宰相李東陽相救，改判处充军肃州（今甘肅酒泉）。在肃州的官吏怕得罪刘瑾，不敢供给膳宿，只有三名學生供养他。正德五年（1510）夏，遇赦歸。正德十一年（1516年）五月卒。贈太保，諡忠宣。葬於華容縣勝峰鄉話崗村的山坡上。

## 家庭
父親劉仁宅，由鄉舉知瑞昌縣。兄劉大中，弟劉大奇。

## 評價
大夏先後輔佐英、憲、孝、武四朝，與王恕、馬文升稱“弘治三君子”。《明史》稱“大夏忠誠懇篤，遇知孝宗，忘身徇國，於權幸多所裁抑。”

## 事蹟
弘治五年（1492年）浙江壬子科鄉試首場，天降大雨，號舍進水，眾多士子一擁而出，阻擋不得。監臨御史和監察憲臣均欲罷試，唯獨時任左布政的劉大夏說：「暴雨必有息時，可令自揣能文者聽其願留，勿隨眾去。當以留者為準，閱其文登榜。」於是命尚在場的士子八百餘人，回到號舍，大雨果然停止，於是仍如額錄取。及待榜出，人謂得人勝過他科。
弘治六年（1493年），黃河決堤張秋（今山東東阿），治黃河水患，築長堤360華里，又築黃陵岡，水患遂止。

## 爭議
成化间，有太监劝宪宗效仿明成祖故事，重新「下西洋」探險。明代一些史籍，如万表《灼艾余集》、严从简《殊域周咨录》记载车驾郎中刘大夏藏匿郑和下西洋档案，而顾起元《客座赘语》则说刘忠宜公大夏焚毁郑和下西洋档案；究竟是藏匿还是焚毁，至今仍然是個謎。
東南亞的擴張中汪直想征伐安南，於是向正德帝請旨，调取明成祖征討安南的档案，但刘大夏刻意把档案藏匿起來，意思是讓汪直無法“勞民傷財”。

## 延伸阅读
[在维基数据编辑]
 《國朝獻徵錄·卷之三十八》，出自焦竑《國朝獻徵錄》
 《明史卷一百八十二》，出自《明史》

| 官衔          | 官衔                                                | 官衔        |
| ------------- | --------------------------------------------------- | ----------- |
| 前任： 馬文升 | 明朝兵部尚書 弘治十四年－正德元年（1501年－1506年） | 繼任： 許進 |